# Eudiòmetre

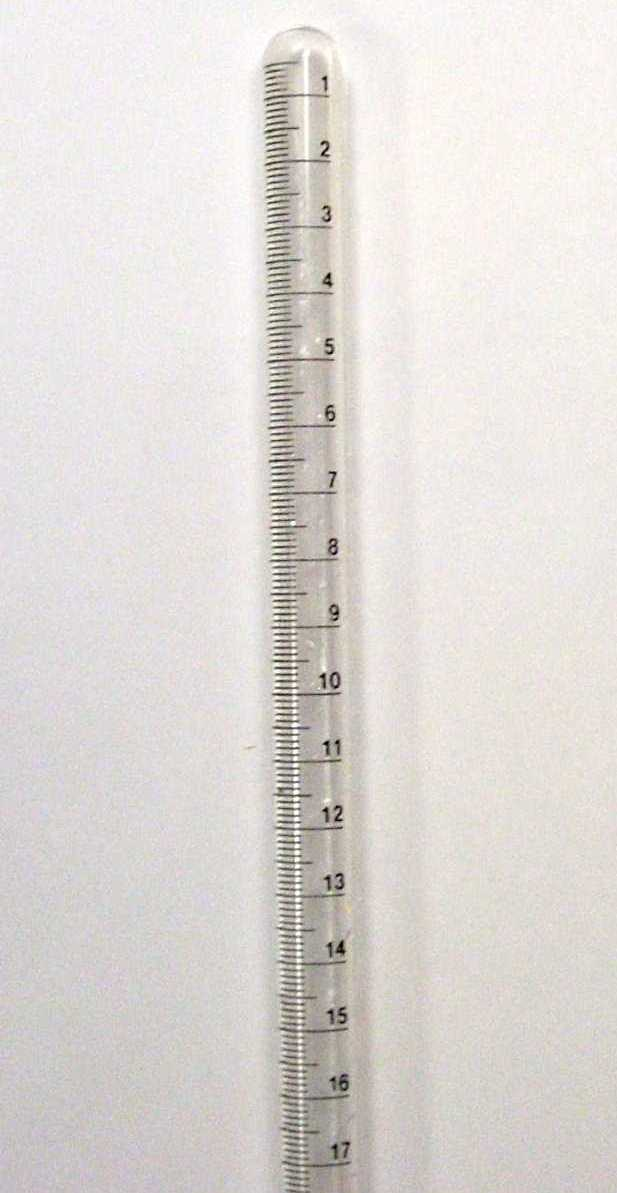
Tub mesurador graduat situat a la part superior d'un eudiòmetre

L'eudiòmetre és un instrument de laboratori utilitzat en l'anàlisi volumètrica de certes mescles de gasos, o la síntesi de certs compostos els constituents dels quals són gasosos, en fer passar una espurna elèctrica pel si de la mescla.
Consta d'una proveta graduada, de vidre gruixut, amb aixetes que tanquen tots dos extrems. Quan cal determinar la composició d'una mescla de dos gasos coneguts, hom introdueix la mescla en l'eudiòmetre juntament amb un tercer gas adientment escollit, el qual, en saltar una espurna elèctrica, es combina amb un dels components de la mescla. Si el component resultant no és gasós, hom determina el volum del gas emprat, car és mesurable el volum residual total. Hom empra també l'eudiòmetre de mercuri, l'extrem interior de la proveta del qual és introduït en una proveta de mercuri.
Eudiòmetre és un mot compost del grec, eudios, εϋδιος, que significa "temps serè o calma" i de metron, μέτρον que significa "mesura". La raó d'aquest nom és que inicialment s'emprà per a analitzar la puresa de l'aire segons el seu contingut en oxigen.